# Electric poetry tour
Electric poetry tour (Music for weaving mills and weekend millionaires) is een ep van Picture Palace Music. Het was een opwarmertje voor de optredens die de band verzorgde in het kader van de promotie van het album Metropolis poetry in de zomer en herfst van 2011. Er zijn op de ep fragmenten te horen van dat album, maar ook remixen van nummers van andere albums. Tot slot verscheen het minialbum Pois, windmills en butterflies (tracks 8-12), dat alleen via download beschikbaar was op deze ep.  

## Musici
- Thorsten Quaeschning – synthesizer, slagwerk, gitaar, zang en vocoder
- Sascha Bator – synthesizer
- Kai Hamuschka – slagwerk, percussie
- Vincent Nowak – slagwerk, percussie
- Djirre – gitaar
- David See- mandoline, gitaar
- Jürgen Heidemann – effecten

Met
- Thorsten Spiller – gitaar (Day of wrath)
- Thomas Beator – bouzouki (Damsel’s drive)
- Vanessa O – cello (Indulge)
- Vincent de Quiram – gitaar (Pois……)
- Nadine Gomez – viool (Indulge)

## Muziek
| Nr. | Titel                                    | Duur |
| --- | ---------------------------------------- | ---- |
| 1.  | Movement in demand (Quaeschning)         |      |
| 2.  | Undulate (Quaeschning)                   |      |
| 3.  | Eternal garden part 1 (Quaeschning)      |      |
| 4.  | Going underground 2011                   |      |
| 5.  | Indulge the passion part 2 (Quaeschning) |      |
| 6.  | Day of wrath 2011 (Quaeschning)          |      |
| 7.  | Damsel’s drive (Beator/ Quaeschning)     |      |
| 8.  | Isolations                               |      |
| 9.  | Stalls                                   |      |
| 10. | Buzzsaw                                  |      |
| 11. | Warming up                               |      |
| 12. | Weave                                    |      |